# Rundschreiben von Padua
Das Rundschreiben von Padua wurde Anfang Juli 1791 von Leopold II., dem Kaiser des Heiligen Römischen Reiches Deutscher Nation, während eines Aufenthaltes im italienischen Padua verfasst. Gerichtet war das Schreiben an die Zarin Katharina II. von Russland, den Kurfürsten Friedrich Karl Joseph von Mainz sowie die Könige von Großbritannien, Preußen, Spanien, Sizilien und Sardinien.
Anlass für die Abfassung des Rundschreibens von Padua war die im Vormonat gescheiterte Flucht des französischen Königs Ludwig XVI., welcher mit Marie Antoinette, einer Schwester Leopolds II., verheiratet war. Darin schlug Leopold II. den Adressaten vor, eine gemeinsame öffentliche Erklärung zu Gunsten der französischen Königsfamilie abzugeben, um diese vor dem drohenden Verlust ihrer absolutistischen Machtbefugnisse zu bewahren. Ein Entwurf der beabsichtigten gemeinsamen öffentlichen Erklärung war dem Rundschreiben von Padua beigefügt.
Bei der Mehrzahl der Adressaten stieß der diplomatische Vorstoß Leopolds II. nicht auf Zustimmung. Lediglich der preußische König Friedrich Wilhelm II. war bereit, sich der kaiserlichen Initiative anzuschließen, was kurz darauf zur Veröffentlichung der sogenannten Pillnitzer Deklaration führte.